# Театральні прем'єри (2025)
У статті в хронологічному порядку наведено перелік прем'єр українського театру, які припадають на 2025 рік.

## Каталог прем'єр

### Січень
- 11 січня —
  - «Сірано де Бержерак» за однойменною п'єсою Едмона Ростана (реж. Давид Петросян, Національний академічний український драматичний театр імені Марії Заньковецької)[1][2][3][4][5]

- 17 січня —
  - «Золоті дівчата» Айвон Менчелл (реж. Ігор Матіїв, Театр на Подолі)
  - «Худну з понеділка» Ольги Мацюпи (реж. Ярослава Кравченко, Дикий Театр)[6]

- 18 січня —
  - «Син» за однойменною п'єсою[en] Флоріана Зеллера[en] (реж. Євгеній Резніченко, Київський академічний театр драми і комедії на лівому березі Дніпра)[7][8][9]

- 21 січня —
  - «Дещо дивне сталося зі мною» Дмитра Сухолиткого-Собчука (реж. Дмитро Сухолиткий-Собчук, Національний академічний український драматичний театр імені Марії Заньковецької)[10]

- 24 січня —
  - «Трамвай „Жадання“» за п'єсою Теннессі Вільямса (реж. Олена Щурська, Національний академічний драматичний театр імені Лесі Українки, м. Київ)
  - «Фальстаф» опера Джузеппе Верді (реж. Георгій Ковтун, Київська опера)[11][12]

### Лютий[13]
- 1 лютого —
  - «Тату троянди» («The rose tattoo») за п'єсою[en] Теннессі Вільямса (реж. Дмитро Богомазов, Андрій Самінін, Національний академічний драматичний театр імені Лесі Українки, м. Київ)[14][15]

- 2 лютого —
  - «За двома зайцями» за п'єсою Михайла Старицького (реж. Олег Мосійчук, Львівський обласний академічний музично-драматичний театр імені Юрія Дрогобича)[16][17]
  - «Леся» балет-біографія Артема Шошина за мотивами життєписа Лесі Українки (реж. Артем Шошин, Art Ballet Company)[18]

- 12 лютого —
  - «Саме там, саме тоді» Б. Слайда (реж. Максим Булгаков, Одеський академічний театр музичної комедії імені М. Водяного)[19]

- 15 лютого —
  - «І в горі, і в радості…» Максима Девизорова (реж. Олекса Гладушевський, Театр Ветеранів, м. Київ)[20][21][22][23]

- 18 лютого —
  - «Косачки» В'ячеслава Островцева (реж. Ніна Змерзла, Київський національний академічний Молодий театр)

- 20 лютого —
  - «Княгиня Ольга» Дмитра Корчинського (реж. Віктор Полторацький, «Cult», м. Київ)[24]
  - «Оргія кіборгів» Люби Ільницької (реж. Ніна Хижна, «Нафта», м. Харків)[25]

- 22 лютого —
  - «Антоніна» Тетяни Киценко (реж. Кристина Шишкарьова, «Театр Драматургів», м. Київ)[26]
  - «Госпітальна рапсодія» Юрія Вєткіна (реж. Анастасія Кузик-Лефор, Чернігівський театр ветеранів «Серцевір»)[27]

- 26 лютого —
  - «Сойка» за новелою «Сойчине крило» Івана Франка (реж. Слава Жила, Театр «Актор»)[28][29][30][31][32]

- 28 лютого —
  - «Кохання Клеопатри» за п'єсою «Гра тіней» Юліу Едліса[ru] (реж. Сергій Чулков, Академічний музично-драматичний театр імені Лесі Українки міста Кам'янського)[33]
  - «Макбет» за однойменною п'єсою Вільяма Шекспіра (реж. Іван Уривський, Національний академічний драматичний театр імені Івана Франка)[34][35][36]

### Березень
- 7 березня —
  - «Як стихне шуру-буря зла» (реж. Річард Нельсон, Театр на Подолі)

- 11 березня —
  - «Футбол у Судний день» (реж. Катерина Степанкова, Київська академічна майстерня театрального мистецтва «Сузір'я»)[37].

- 15 березня —
  - «Король Лір» за п'єсою Вільяма Шекспіра (реж. Дмитро Захоженко, Київський академічний театр драми і комедії на лівому березі Дніпра)[38][39]

- 20 березня —
  - «Occupation» за віршами Бориса Гуменюка (реж. Мірес Пенюшкевич, «DSP», м. Київ)[40]

- 22 березня —
  - «Камінний господар» за драматичною поемою Лесі Українки (реж. Сергій Маслобойщиков, Національний академічний український драматичний театр імені Марії Заньковецької)[41][42]
  - «Психи» Наталії Ігнатьєвої (реж. Валентина Ратушинская, Театр на Європейській, м. Бердичів)[43]

- 26 березня —
  - «Медея» за текстами Евріпіда, Гайнера Мюллера (реж. Оксана Дмітрієва, Івано-Франківський національний академічний драматичний театр імені Івана Франка)[44][45]

- 27 березня —
  - «Вовк та семеро козенят» Катерини Лук’яненко (реж. Катерина Лук’яненко, Івано-Франківський академічний обласний театр ляльок імені Марійки Підгірянки)[46]
  - «За двома зайцями» за п'єсою Михайла Старицького (реж. В’ячеслав Жила, Кіровоградський академічний обласний український музично-драматичний театр ім. М. Л. Кропивницького)[47]
  - «Компаньйонки» за п'єсою Михайла Старицького (реж. В’ячеслав Жила, Дніпровський академічний український музично-драматичний театр імені Тараса Шевченка)[48]
  - «Кохання в саду» за п'єсою «Як кохався дон Перлімплін з Белісою в саду» Федеріко Гарсія Лорки (реж. Євген Курман, Миколаївський академічний художній драматичний театр)[49]
  - «Обережно, – дебют!» за мотивами французької п’єси «Чай з м’ятою або з лимоном» Даніеля Наварро та Патріка Одекера (реж. Олег Мосійчук, Тернопільський академічний обласний драматичний театр імені Т. Г. Шевченка)[50]
  - «Хто кого» Марка Кропивницького (реж. Дмитро Гусаков, Хмельницький обласний український музично-драматичний театр імені Михайла Старицького)[51]

- 28 березня —
  - «Брати» за кіносценарієм «Рокко та його брати» Лукіно Вісконті (реж. Олександр Кобзар, Національний академічний драматичний театр імені Лесі Українки, м. Київ)[52][53]
  - «Місяць» опера Карла Орфа (реж. Тамара Трунова, Київський національний академічний театр оперети)[54][55]

- 29 березня —
  - «Макбет» за «однойменною п'єсою» Вільяма Шекспіра (реж. Лінас Зайкаускас (Литва), Дніпровський академічний театр драми та комедії)[56]
  - «Ніч Трибад» Пер Улофа Енквіста (реж. Алла Федоришина, Львівський академічний духовний театр «Воскресіння»)[57]

### Квітень
- 3 квітня —
  - «Невеличка драма» Валер'яна Підмогильного (реж. Ігор Білиць, Національний академічний драматичний театр імені Івана Франка, м. Київ)

- 4 квітня —
  - «Зоря. Початок» за п'єсою «Талан» Михайла Старицького (реж. Микола Бабин, Національний академічний драматичний театр імені Лесі Українки, м. Київ)[58]

- 8 квітня —
  - «Бал в опері. Варіації» за твором Юліана Тувіма (реж. Тетяна Кобзар, Київський національний академічний театр оперети)
  - «П'ять пісень Полісся» Людмили Тимошенка (реж. Олекса Гладушевський, Акторська школа «Фенікс», м. Київ)[59][60]

- 10 квітня —
  - «Вій» Миколи Гоголя (реж. ???, Вінницький академічний обласний театр ляльок «Золотий ключик»[61]

- 11 квітня —
  - «Жінка в чорному» (реж. Андраес фон Шліппе (Німеччина), Київський академічний драматичний театр на Подолі)[62][63]
  - «Оркестр» Жана Ануя (реж. Богдан Ревкевич, Національний академічний український драматичний театр імені Марії Заньковецької)[64]
  - «Піжмурки зі смертю» Інни Даніліна за книгою Анни Ямчук (реж. Іван Данілін, Народний драматичний театр ім. Григорія Агеєва та Дитяча театральна студія «Бу-Бу-Бу», м. Чернівці)[65]
  - «Соляріс» балет на музику Олександра Родіна за романом Станіслава Лема (реж. Василь Вовкун, Львівський національний академічний театр опери та балету імені Соломії Крушельницької)[66]

- 12 квітня —
  - «Бояриня» за драматичною поемою Лесі Українки (реж. Ірина Ципіна, Перший театр, м. Львів)[67]

- 24 квітня —
  - «Косметика ворога» Амелі Нотомб (реж. Євген Лунченко, Національний академічний драматичний театр імені Лесі Українки, м. Київ)

- 25 квітня —
  - «ТГШ. Подорожу часі» Олени Павлової (реж. Армен Калоян, Харківський національний академічний театр опери та балету імені Миколи Лисенка)[68][69][70]

- 26 квітня —
  - «Багато галасу з нічого» за п'єсою Вільяма Шекспіра (реж. Владислав Писарев, Луганський обласний академічний український музично-драматичний театр)[71]
  - «Подорож ученого доктора Леонардо і його майбутньої коханки прекрасної Альчести у Слобожанську Швайцарію» Артема Вусика за романом Майка Йогансена (реж. Артем Вусик, Український малий драматичний театр)[72][73]

- 27 квітня —
  - «Скресла» Дани Бончук (реж. Галина Стричак, Вільний театр «ОКО», Львів)[74]

- 28 квітня —
  - «Можна я просто посиджу?» Ігор Френкель за Анною Лелик та Оленою Кравець (реж. Олена Кравець, Незалежний проєкт, Київ)[75]

- 30 квітня —
  - «Андріївський узвіз. Ліхтар. П’єро» Сергія Павлюка (реж. Сергій Павлюк, Київський академічний театр «Колесо»)[76]

### Травень
- 1 травня —
  - «Зрада» Гарольда Пінтера (реж. Олександра Меркулова, Київський національний академічний Молодий театр)

- 3 травня —
  - «Бука» Лєни Лягушонкової, Катерини Пенькової (реж. Тетяна Губрій, Київський академічний театр «Золоті ворота»)[77][78]

- 4 травня —
  - «Аліса в Дивокраї» (реж. Олеся Шпирна, Тернопільський академічний обласний драматичний театр імені Т. Г. Шевченка)[79][80]

- 17 травня —
  - «Шалений день, або Одруження Фіґаро» за п'єсою П'єра Бомарше (реж. Людмила Скрипка, Чернівецький музично-драматичний театр імені Ольги Кобилянської)[81][82]

- 18 травня —
  - «Фабрика ниток» Лесі Кічури (реж. Яна Титаренко, Закарпатський обласний театр ляльок «Бавка»)[83]

- 24 травня —
  - «Майстер корабля» Юрія Яновського (реж. Віктор Єрмоленко, Театр Квітки, м. Харків)[84]

- 25 травня —
  - «Володар мух» за романом Вільяма Ґолдінґа (реж. Іван Шаран, Дикий Театр)[85][86][87][88]

- 27 травня —
  - «Здрастуйте, я ваша тітонька» Брендона Томаса (реж. Роман Бутовський, Театр сатири, м. Кропивницький)[89]

- 30 травня —
  - «Золотий обруч» опера Бориса Лятошинського на лібрето Якова Мамонтіва за мотивами повісті «Захар Беркут» Івана Франка (реж. Іван Уривський, Львівський національний академічний театр опери та балету імені Соломії Крушельницької)[90][91]
  - «Ліфт» Гарольда Пінтера (реж. Михайло Ганєв, Національний академічний драматичний театр імені Лесі Українки, м. Київ)

- 31 травня —
  - «ВсеСвіт» Катерини Лавринець (реж. Катерина Лавринець, Волинський академічний обласний театр ляльок)[92][93]
  - «Чи одружиться нарешті Фігаро?» (реж. Григор Мане, Київський національний академічний Молодий театр)

### Червень
- 1 червня —
  - «Любовні перегони, або Шукайте жінку» В'ячеслава Жили (реж. В'ячеслав Жила, Тернопільський академічний обласний драматичний театр імені Т. Г. Шевченка)[94]
  - «Пес Тимко рятує друзів» Марини Васильєвої (реж. Марина Васильєва, Миколаївський академічний художній драматичний театр)[95]

- 6 червня —
  - «Метод 46» Катерини Пенькової (реж. Олекса Гладушевський, Дикий Театр)[96][97][98]

- 7 червня —
  - «Арлезіанка» (реж. Дмитро Богомазов, Національний академічний драматичний театр імені Івана Франка)[99]
  - «Гедда Ґаблер» за однойменною п'єсою Генріка Ібсена (реж. Давид Петросян, Київський академічний драматичний театр на Подолі)[62]
  - «Кулі над Бродеєм» Вуді Аллена та Дуґласа МакҐрата (реж. Максим Голенко, Національний академічний український драматичний театр імені Марії Заньковецької)[100]

- 12 червня —
  - «La Fille mal gardée» (Норовлива донька) балет на музику Луї-Жозефа Фердинана Герольда в хореографії сера Фредеріка Аштона (балетм. Жан Крістоф Лесаж, Національний академічний театр опери та балету України імені Тараса Шевченка)[101]

- 14 червня —
  - «Козацькі вітрила» Богдана Мельничука та Володимира Лісового (реж. Наталія Лінник, Київський академічний театр українського фольклору «Берегиня»)[102]
  - «ЛІФТчик» Андрія Богуна та Павла Осікова (реж. Андрій Богун та Павло Осіков, Театр одного актора «AVE», Студія Простір, м. Кривий Ріг)[103][104][105][106]

- 18 червня —
  - «Учитель» за однойменною п'єсою Івана Франка (реж. Олена Щурська, Український малий драматичний театр)

- 19 червня —
  - «Патетична соната» за однойменною п'єсою Миколи Куліша (реж. Дмитро Весельський, Київський національний академічний Молодий театр)[107]

- 21 червня —
  - «Гуси-лебеді» Галини Гусарової за мотивами української народної казки (реж. Олександра Панфілова, Одеський обласний театр ляльок)[108]

- 26 червня —
  - «На прекрасному блакитному Дунаї» на музику Йоганна Штрауса (пост. Раду Поклітару, Київ Модерн-балет)[109][110]

- 27 червня —
  - «Лікар проти волі» за Мольєром (реж. Наталія Тімошкіна, Житомирський театр імені Івана Кочерги)[111]

- 28 червня —
  - «Гамлет і Джульєтта» за п'єсою «Академія сміху» Кокі Мітані (реж. Ігор Тихомиров, Чернігівський обласний молодіжний театр)[112]
  - «Конотопська відьма» за повістю Григорія Квітки-Основ'яненка (реж. Дмитро Карачун, «Silentium», м. Калуш)[113][114]

- 29 червня —
  - «Ромео і Джульєтта» за п'єсою Вільяма Шекспіра (реж. Дмитро Некрасов, Хмельницький обласний український музично-драматичний театр імені Михайла Старицького)[115][116][117]

### Липень
- 4 липня —
  - «Дар» Наталії Ігнатьєвої (реж. Олеся Плахоткіна, Запорізький академічний обласний український музично-драматичний театр імені Володимира Магара)[118]
  - «Марія Заньковецька. Заручена зі сценою» Людмили Тимошенко (реж. Ігор Білиць, Національний академічний український драматичний театр імені Марії Заньковецької)[119][120][121]

- 5 липня —
  - «Енеїда» опера Миколи Лисенка, лібрето Людмили Старицької-Черняхівської за мотивами першої частини однойменної поеми Івана Котляревського (реж. Жанна Чепела, Харківський національний академічний театр опери та балету імені Миколи Лисенка)[122]
  - «Імперія маст дай» Оксани Гриценко (реж. Оксана Дмітрієваа, Харківський державний академічний театр ляльок імені В. А. Афанасьєва)[123]

- 6 липня —
  - «Іван Голик – змієборець» Олександра Кузьмина за казкою Івана Манжури (реж. Леонід Попов, Івано-Франківський академічний обласний театр ляльок імені Марійки Підгірянки»)[124]
  - «Політ птахів» за суфійською поемою «Політ птахів» Аттара та філософськими текстами Григорія Сковороди (реж. Наталія Половинка, Театральний центр «Слово і голос», м. Львів)[125][126]

- 12 липня —
  - «Шаріка, або Кохання січового стрільця» Ярослава Барнича (реж. Богдан Ревкевич, Львівський вільний театр «ОКО»)[127]

- 18 липня —
  - «Калинова сопілка» за «Казкою про калинову сопілку» Оксани Забужко (реж. Тіна Єременко-Ворожбіт, Національний академічний драматичний театр імені Івана Франка, м. Київ)[128][129]

- 30 липня —
  - «Земля» за повістю Ольги Кобилянської (реж. Іван Уривський, Національний академічний драматичний театр імені Лесі Українки, м. Київ)[130][131][58][132]

### Серпень
- 9 серпня —
  - «Війна пахне словами» за віршами Максима Кривцова (реж. Юлія Дживоронюк, Народний молодіжний театр «ЛюбАрт», м. Калуш)[133]

- 15 серпня —
  - «Ніч у Лісабоні» за романом Еріха Марії Ремарка (реж. Юрій Одинокий, Донецький академічний обласний драматичний театр)[134]

### Вересень
- 13 вересня —
  - «Брехт. Кабаре» Андрія Бондаренка за п'єсою «Барабани вночі» Бертольта Брехта (реж. Оксана Дмітрієва, «Золоті ворота», м. Київ)[135]
  - «Дім» Андрія Жолдака (реж. Андрій Жолдак, Національний академічний драматичний театр імені Лесі Українки, м. Київ)[136][137]
  - «Патріот» (реж. ???, Київська опера)[138]

### Без дати
- (???) «Амбал» (реж. Ігор Рубашкін, Київський академічний театр на Печерську)
- (???) «Благальниці» Радека Стемпіня та Ольги Смехович за п'єсою Еврипіда (реж. Радек Стемпінь, Національний академічний драматичний театр імені Лесі Українки, м. Київ)[139]
- (???) «Дуже сумна людина» (реж. ???, Дикий Театр)
- (???) «Кавказьке крейдяне коло» Бертольда Брехта (реж. Дата Тавадзе, Київський академічний театр драми і комедії на лівому березі Дніпра)[140][141]
- (???) «Не зайвий третій» (реж. Олексій Лісовець, Національний академічний драматичний театр імені Лесі Українки, м. Київ)
- (???) «Рейвенскрофт» Дона Нігро (реж. Ірина Корольова, «Кропива» (м. Кропивницький))[142]
- (???) «Робота з тінню» (Confronting the Shadow) Тамари Трунової (реж. Тамара Трунова, Київський академічний театр драми і комедії на лівому березі Дніпра та Berliner Festspiele, Берлін, Німеччина)[143]
- (???) «Сон літньої ночі» за однойменною п'єсою Вільяма Шекспіра (реж. Іван Уривський, Національний академічний драматичний театр імені Івана Франка)[7]
- (???) «Хто, в біса, такий Йозеф Рот?!» (реж. Ян-Крістоф Гокель, Національний академічний український драматичний театр імені Марії Заньковецької (м. Львів))[144]
- (???) «Як покохалися дон Перліплін з Белісою в саду» за п'єсою «Любов дона Перлімпіна з Белізою у його саду» Федеріко Ґарсії Лорки (реж. Дмитро Богомазов, Київський академічний драматичний театр на Подолі)[62]